# Zonantes fasciatus
Zonantes fasciatus es una especie de coleóptero de la familia Aderidae.

## Distribución geográfica
Habita en el este  de América del Norte.